# Archibald Smith
Pour les articles homonymes, voir Smith.
Archibald Smith (1813-1872) est un mathématicien et avocat originaire d'Écosse.

## Parcours
Archibald a étudié le droit à l'université de Glasgow en 1828, puis les mathématiques à Trinity College, se distinguant comme Senior Wrangler (il est apparemment le premier Ecossais à avoir tenu ce rang) et lauréat du premier Prix Smith en 1836, ce qui lui valut son élection au poste de fellow du college. Diplômé Master of Arts en 1839, il a été l'un des fondateurs du Cambridge Mathematical Journal.

## Carrière d'avocat
Il rejoint le Lincoln's Inn, et accède au barreau en 1841.

## Carrière scientifique
Son travail scientifique concerne principalement le champ d'application du magnétisme et les études du champ magnétique terrestre. En 1859 il découvre la formule exacte des effets des fers sur la déviation du compas magnétique du navire.
Formule approchée du calcul de la déviation :
{\displaystyle \delta =A+B\sin Cc+C\cos Cc+D\sin 2Cc+E\cos 2Cc\,}

Il est élu  fellow of the Royal Society of Edinburgh en 1837. Élu Fellow of the Royal Society en juin 1856, il reçoit la Royal Medal en 1865 pour ses travaux dans Philosophical Transactions et ailleurs concernant le magnétisme sur les navires. Il publie avec Frederick John Evans l' ‘Admiralty Manual for Deviations of the Compass,’ (1re éd. 1862, 2e éd. 1863, 3e éd. 1869).
Toujours avec le capitaine F.J.Evans, Archibald Smith étend ses travaux mathématiques à des procédures détaillées pour mesurer les paramètres magnétiques du navire ; il a également inventé des méthodes graphiques permettant de calculer rapidement la déviation magnétique à chaque cap une fois les paramètres obtenus. Ces constructions appelées dynamo-gonio-gramms (force, angle, diagrammes), ou encore dygogrammes.